# シングルスバー
シングルスバー（Singles Bar）とは、独身の男女が集まり、そこで自由に会話のできるバー。
ニューヨークやロンドンでは、ビジネスエグゼクティブやキャリアウーマンたちの出会いの場として親しまれている。
日本でも2008年あたりから店名に「シングルスバー」という名前のついたバーが出店されはじめている。完全会員制であることが多く、入店時に身分証明書や名刺の提示を求められる。飲食代のほかに、エントランスチャージ、テーブルチャージ、サービス料がかかることが一般的。東京都内では六本木に店舗が存在し、昨今の婚活ブームの影響もあってメディアにも取り上げられた。